# Уральское областничество

Флаг Уральской республики 1993 года

Уральское областничество, также уральский регионализм — это общественное движение и идеология, выступающие за создание автономии уральского региона в составе российского федеративного государства и расширение самостоятельности. Идея автономии зародилась во второй половине XIX века и впервые нашла практическое применение во Временном областном правительстве Урала в годы гражданской войны в России. В советский период регионализм был представлен деятельностью Ивана Кабакова, добившегося относительно высокого уровня самоуправления региона. В годы перестройки в Свердловске был начат выпуск журнала «Уральский областник», посвященный уральской областнической мысли. По инициативе Эдуарда Росселя, в ответ на проблему экономического неравенства регионов, в 1993 году была самопровозглашена как субъект федерации кратковременно существовавшая Уральская республика. Фундаментом современного уральского областничества является интерпретация особенного сообщества, его идентичности, самобытность Урала и мифология «опорного края державы».

## Зарождение
Формирование уральского областничества связано в первую очередь с появлением на Урале собственной интеллигенции, активно занимавшейся общественно-политической деятельностью и культурно-просветительской работой и наделенной патриотическим чувством и гражданским самосознанием. Уральская интеллигенция способствовала прежде всего выработке социокультурных механизмов репрезентации уральской идентичности в индустриальный период ХIХ — начала XX века, о чем пишет, например, Е. А. Баженова. Среди факторов, ранее влиявших на уральское областничество, особо отмечается экономический, а именно поиск путей преодоления отсталости местной промышленности. С. А. Груздев среди предпосылок зарождения уральского областничества выделял зарождение уральского краеведения. Уральское общество любителей естествознания, созданное 29 декабря 1870 года, начало серьёзное изучение Урала, обозначая значение Екатеринбурга на выставках. Историю и географию Перми изучали краеведы В. С. Верхоланцев и Н. С. Попов.
Уральская областная литература свидетельствовала о формировании региональной идентичности. Об этом свидетельствуют труды уральских писателей Ф. М. Решетникова, А. Α. Кирпищиковой, М. В. Малахова, Н. В. Казанцева, Н. С. Наливина, П. И. Добротворского и, конечно, Д. Н. Мамина-Сибиряка, отразивших в своих произведениях уральский патриотизм, «бойкую и оригинальную жизнь», историю и этнографию Урала. Идею создания на Урале университета активно поддерживали сторонники уральского областничества, среди них были Д. Н. Мамин-Сибиряк, А. К. Денисов-Уральский и другие. 
Представление о Екатеринбурге как о «столице Урала» укоренилось в общественном сознании горожан еще в конце XIX — начале XX века и стало важной частью местной идентичности. Сначала город считался «горной столицей» Урала, поскольку здесь располагалось Главное управление уральских горных заводов, руководившее горнозаводской промышленностью региона. Екатеринбург претендовал на роль столицы Урала не только благодаря промышленному значению, но и из-за своего стратегического расположения в важном транспортном узле. Город соединял европейскую и азиатскую части России, а современные пути сообщения связывали его с Пермью, Тюменью и Челябинском, что усиливало его значение как ключевого регионального центра. Впоследствии город стал духовной столицей региона из-за основания Екатеринбургской епархии. Так же росту авторитета Екатеринбурга способствовали проживавшие там деятели науки, искусства, литературы, делая город «умственным» центром Урала. Там сформировалось краеведческое движение, которое занималась поиском региональной идентичности. Таким образом Екатеринбург стал также центром уральского областничества.
В конце 1918 года в Екатеринбурге было основано Общество уральских областников, а также начали выходить областнические газеты «Урал», «Наш Урал» и «Горный край».

В статье «К автономии Урала» Константин Носилов отмечал, что уральская автономия должна стать «гвоздём России, образцом её управления, примером её благоустройства». Обосновывая идеологию «местного патриотизма», Носилов в 1918 году сумел соединить воедино горнозаводской колорит и геополитическую специфику региона:
Урал слишком оригинален, самобытен, самостоятелен уже по своему только географическому положению <…> Это действительно что-то откованное словно самой природой для самостоятельности, поставленное на рубеже Европы и Азии <…> 
потому что горнозаводская промышленность никогда не сольется с земледелием и скотоводством, потому что горы Урала никогда не сольются с равниной центральной России и степями Сибири, потому что молот уральского рабочего ничего не имеет общего с сохою пахаря и плетью скотовода.
Статью в целом можно воспринимать в качестве манифеста уральского областничества, в котором географический детерминизм сменяется экономико-географическим, а образные, ёмкие формулировки были порождены горнозаводскими реалиями. Таким образом, уральский вариант областничества в отличие от других течений изначально опирался на традицию промышленного развития.

## В годы Гражданской войны

Флаг Временного областного правительства Урала 1918 года

Уральское областничество наиболее ярко проявило себя в период Гражданской войны. После того, как большевики почти покинули территорию Урала, она оказалась разделённой между КОМУЧем, сибирским, башкирским и казачьим правительствами. Это вдохновило лидера пермского отделения Партии народной свободы Льва Кроля на идею создания уральской автономии в ближайшем будущем. 19 августа 1918 года в Екатеринбурге было создано Временное областное правительство Урала (ВОПУ) в результате межпартийной комиссии, которая была созвана для установления реальной власти и прекращения территориальных споров между КОМУЧем и сибирским правительством, по инициативе Льва Кроля, который занял в правительстве пост главноуправляющего финансами.
Идея создания автономной власти на Урале была поддержана правительством Оренбургского казачьего войска. По пути на поезде из Омска в Челябинск произошли переговоры между Кролем и полковником Рудаковым, который являлся помощником Атамана Дутова. В пути они встретили поезд Дутова, в результате переговоров с которым Рудаков сообщил, что Атаман одобрил проект.
На первом заседании правительства было сформировано видение будущего государственного устройства, где Россия, будучи федеративной, едина. Главной целью же правительство ставило сохранение автономии и выступление против недружественных действий сибирского правительства и КОМУЧа. Ядром уральской автономии ВОПУ рассматривало исключительно прагматичные территории, чтобы выработать избирательную систему для будущего регионального парламента. Это были территории Пермской, Оренбургской, Вятской и Уфимской губерний. Были даже предложения о включении Вологодской губернии в уральскую автономию, однако в установлении территорий был учтён лишь экономическо-географический фактор. Также в состав автономии, по мнению правительства, должны были войти Северный и Полярный Урал, а также восточные окраины Архангельской и Вологодской губерний. 
Центральным звеном и высшим органом власти ВОПУ стал Совет. Однако ВОПУ управляло лишь несколькими уездами Пермской губернии и территориями, которые оставляли большевики и не попадали под юрисдикцию сибирского правительства. ВОПУ было вынуждено лавировать между КОМУЧем и сибиряками, но не имея особых финансовых средств, ВОПУ находилось на иждивении сибирского правительства. С сибиряками тяжко велись территориальные споры по поводу Шадринского, Кыштымского и Ирбитского уездов. Из-за этих территориальных споров возникали проблемы со снабжением региона. Главой правительства, по настоянию Кроля, был назначен его сопартиец П. В. Иванов.
Политическая и экономическая обстановка, с которой приходилось работать ВОПУ, была очень сложной. Из-за гражданской войны были разрушены экономические связи, из-за нехватки сырья и топлива останавливались транспорт и заводы, регион страдал от тяжёлого финансового кризиса. Одной из главных задач у ВОПУ было восстановление экономики и транспорта. Но за этот период закрылось около 125 предприятий, гражданская война оказала огромное напряжение на уральскую промышленность. Несмотря на все усилия, объёмы производства на Урале продолжали снижаться. Социально-экономическая политика ВОПУ была взвешенной и даже в условиях войны была направлена на достижение социального компромисса. Конфликтные ситуации между рабочими, которые часто протестовали, и недовольными предпринимателями, как правило, ВОПУ старалось уладить мирным путём. Многие благие социально-экономические начинания правительства оставались лишь декларациями и почти не воплощались в жизнь. Однако такой курс самостоятельности в социально-экономической политике проводился ВОПУ очень осторожно.
18 октября 1918 года в Екатеринбурге состоялось собрание Общества уральских областников. Первостепенной задачей провозглашалась развитие идеи областничества, популяризация её на Урале, привлечение интеллигенции «независимо от её политических пристрастий».
Общество уральских областников ставило цели: изучение Урала в отношении историческом, географическом, естественно-научном, этнографическом, бытовом, экономическом, культурно-правовом, популяризацию знаний и сведений об Урале, содействие свободному развитию экономических и культурных сил края на основе самодеятельности его населения; изучение, распространение и укрепление идеи автономии Урала.
Разработчики устава общества, стоявшие у истоков уральского областничества: С. Груздев, А. Мурашев, Г. Младов, А. Кощеев, И. Перельман, С. Кожухов, А. Холонин, Х. Холонина, Т. Перельман, А. Заложнев, А. Заспанов, Ф. Мялицын, Д. Янин, С. Котельников, И. Блинов, И. Чирков, И. Александров, К. Колпаков, С. Путин, М. Смирнов, П. Данилов, П. Савин, С. Удинцев, Д. Гибалин.

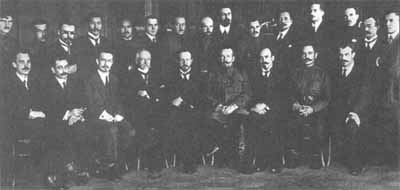
Члены Временного Всероссийского правительства

В сентябре 1918 года на Уфимском совещании Кроль предложил сделать Екатеринбург столицей России, ВОПУ преобразовать во Временное Всероссийское правительство и предоставить Уралу автономию, но предложение было отвергнуто. 26 октября 1918 года ВОПУ передало власть на Урале Временному Всероссийскому правительству (директории). 10 ноября 1918 года ВОПУ самоупразднилось. Таким образом за короткое время ВОПУ удалось доказать необходимую самостоятельность региональной власти в те времена. 18 ноября 1918 года произошёл переворот, в результате которого Всероссийская директория была свергнута и к власти в Омске пришёл адмирал Александр Колчак, объявленный Верховным правителем России, что означало установление военной диктатуры на антибольшевистских территориях. Совет ВОПУ был упразднён, а территория Урала была поделена на Самаро-Уфимский и Уральский края, сохраняя прежние территории губерний, уездов и волостей. Колчак пытался создать централизованное государство, однако, уральская интеллигенция встретила установление диктатуры с воодушевлением из-за восстановления частной собственности и установления свободы торговли. Остальное население, которое сочувствовало большевикам, подверглось террору и репрессиям.

## В советское время

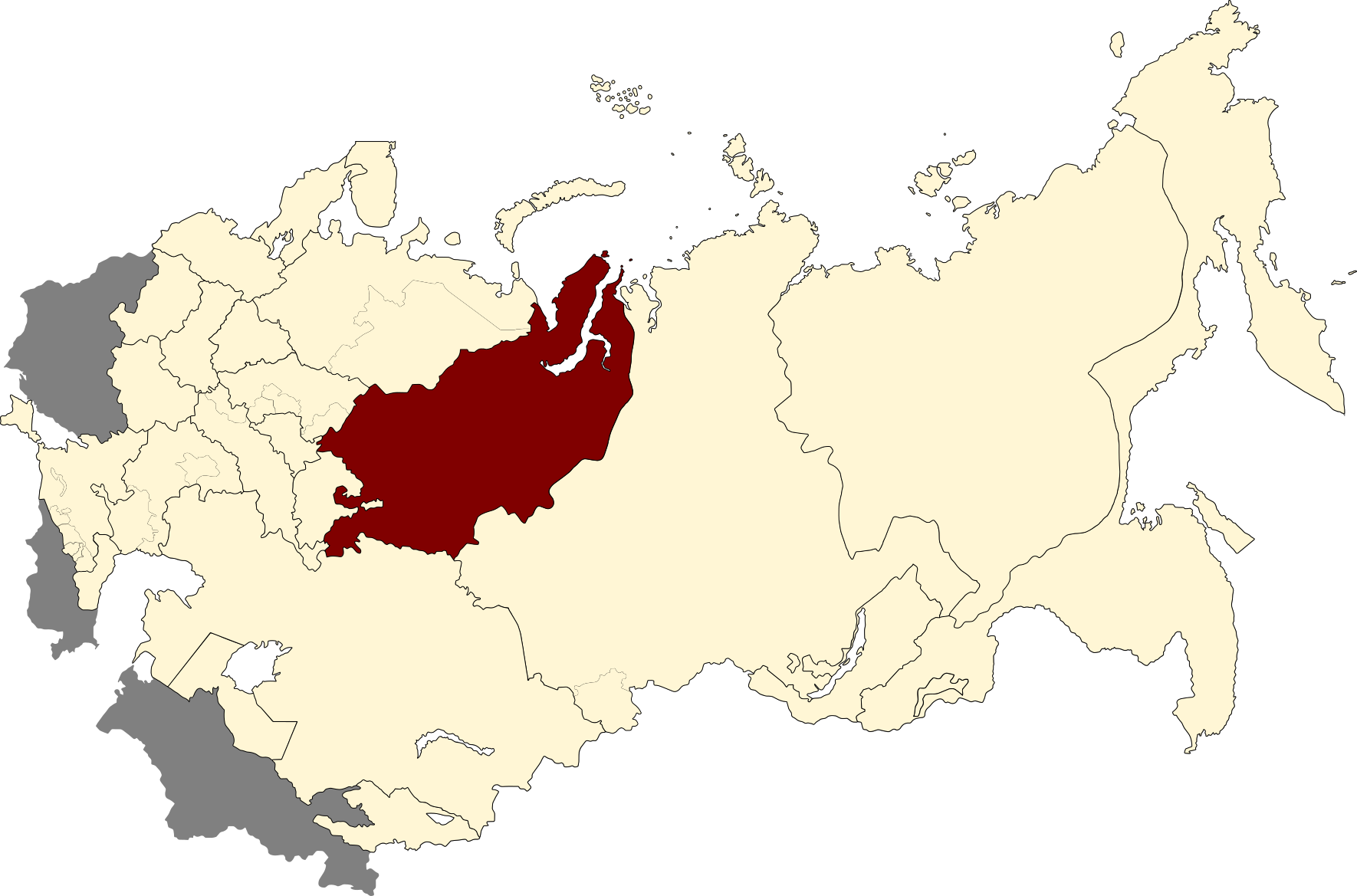
Уральская область на карте РСФСР

Иван Кабаков в 1930-х годах

Первые десятилетия советской власти В. В. Алексеев и К. И. Зубков характеризуют, как один из ярких и выразительных периодов в развитии традиций уральского областничества. В 1923 году началась административная реформа по «укрупнению» регионов. В результате 3 ноября 1923 года ВЦИК образовал Уральскую область из Екатеринбургской, Пермской, Тюменской и Челябинской губерний со столицей в Екатеринбурге. Создание Уральской области укрепляло права удовлетворения текущих запросов на множество отраслей. Крупные территории области и масштабы её экономики создавали перспективные условия для появления управленцев, которые ориентировались бы на максимально эффективное использование ресурсов области. В 1927 году был создан генеральный план хозяйства Урала на ближайшие 10 лет, ориентированный на местные интересы.
Прибыв на Урал в 1927 году, Иван Кабаков приступил к управлению областью. Он подчёркивал особую роль Урала и его индустрии в территориальной структуре страны. Деятельность Кабакова позволила Уралу стать «хребтом» сталинской индустриализации с помощью инструментов широкого использования труда заключённых и спецпереселенцев, массовой коллективизации и программы индустриализации. Москва, однако,  жёстко проводила централизацию страны.
Советское правительство побоялось создания крупного, самобытного, экономически развитого, да к тому же ещё и многонационального региона, поэтому 17 января 1934 года Уральская область была разделена на Свердловскую, Челябинскую и Обско-Иртышскую области. Таким образом, уральский регионализм пошёл на спад и не был актуальным вплоть до перестройки и распада СССР.

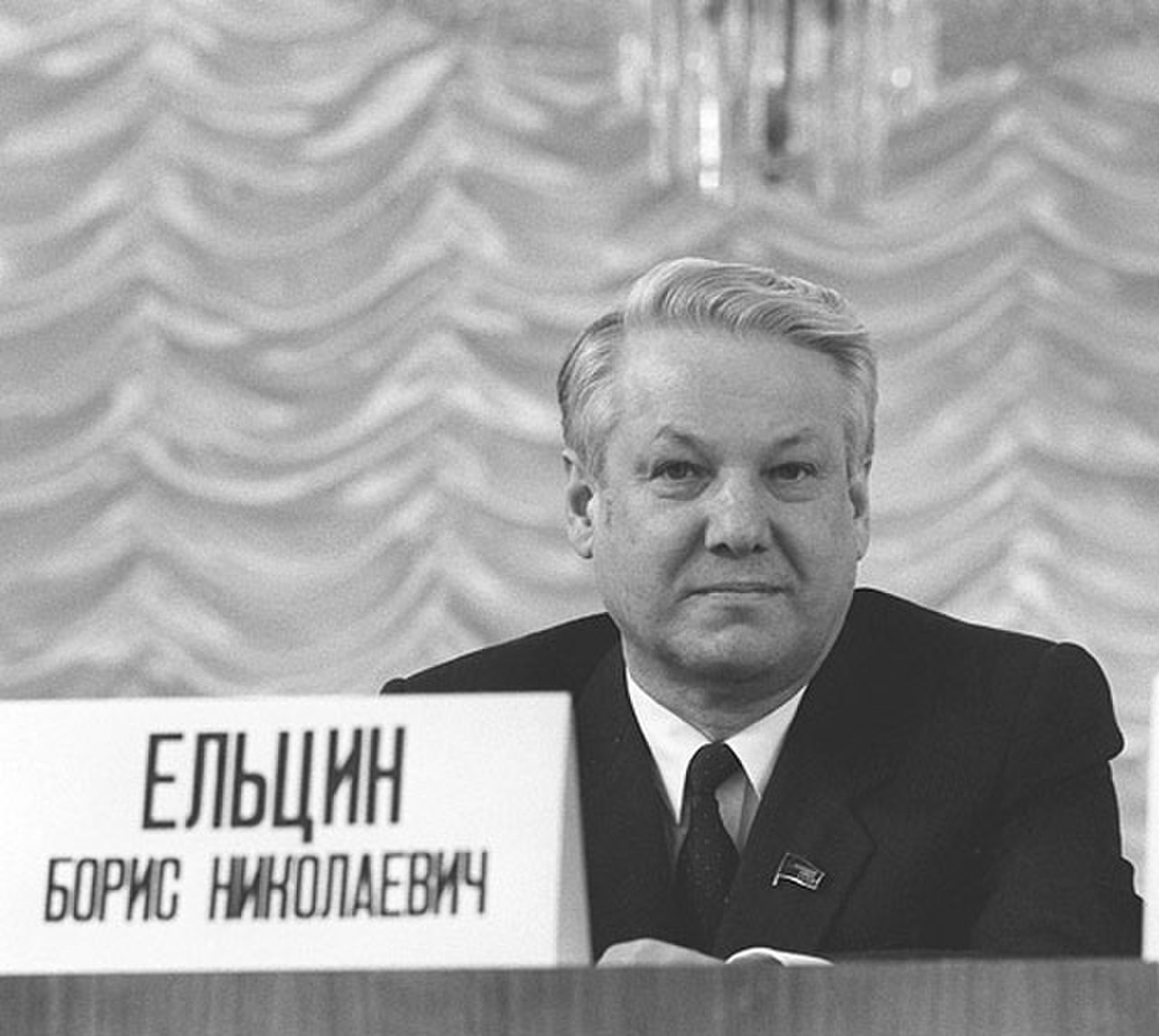
Борис Ельцин в феврале 1989 года

В годы перестройки в программе Бориса Ельцина, уроженца Свердловской области, когда он баллотировался в народные депутаты СССР, рассматривалась идея о создании новых регионов, среди которых были: Поволжье, Сибирь, Юг, Восток, Север и сам Урал. По сути до распада СССР Ельцин часто выступал за расширение автономии регионов. Подобные проекты часто предлагались перед распадом СССР. Ещё в августе 1990 года в Челябинске была создана Ассоциация экономического взаимодействия областей и республик Урала.
Вопрос о статусе Свердловской области уже звучал в августе 1990 года, но Борис Ельцин не дал прямого ответа, оставив вопрос на будущее.
В начале 1990-х на Урале начинается поиск региональной идентичности. 1 ноября 1990 года было создано движение «За Уральскую республику!», но на первых этапах оно не имело широкой популярности.
28 января 1991 года в Свердловске была создана Уральская региональная ассоциация Советов народных депутатов, в которую вошли депутаты от Челябинской, Курганской, Оренбургской, Пермской, Тюменской и Свердловской областей. 9 июня в Свердловске была учреждена Ассоциации экономического взаимодействия областей Уральского региона «Большой Урал», в который, помимо описанных выше областей, также вошли Башкортостан, Удмуртия и Коми-Пермяцкий автономный округ. Подобные ассоциации возникали также в других регионах страны. В одном из своих выступлений Борис Ельцин говорил, что «Такие права в Республике ещё никому не предоставлялись. Урал в этом плане — первый регион». Кроме того на протяжении 1991 года даже работала комиссия по вопросу изменения границ Урала — обсуждались различные модели территориального устройства Урала, по типу возвращения к границам дореволюционного периода или Уральской области 1923 года.
С августа 1991 года начинает выпускаться историко-литературный журнал «Уральский областник», на первых же страницах которого, авторы объявляют себя наследователями дела первых уральских областников. Название журнала, по их словам, является данью памяти уральским патриотам и выражает региональную направленность журнала. Журнал нёс в себе политический характер, в нём затрагивались актуальные темы с точки зрения уральского областничества.

## После распада СССР

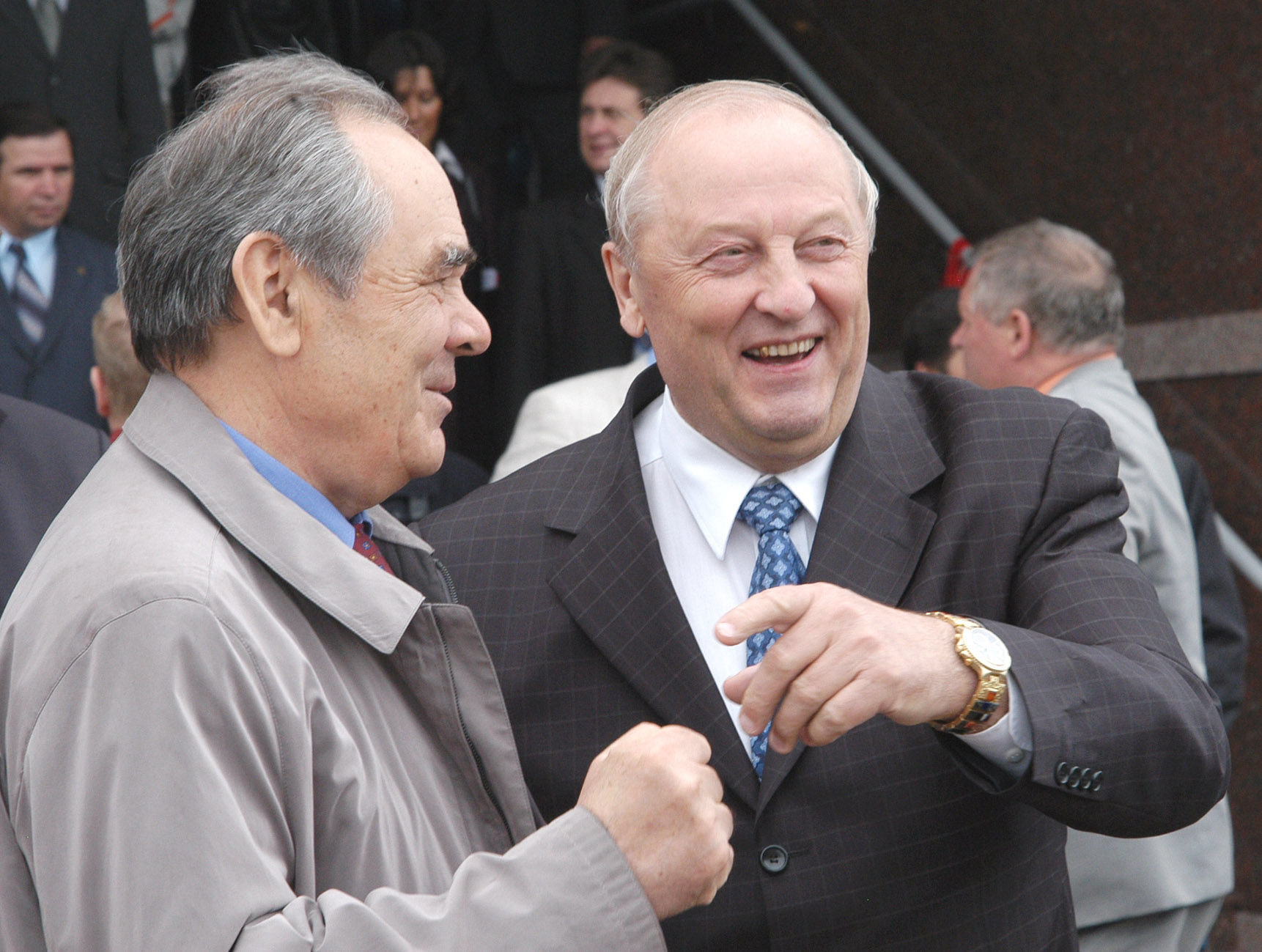
Эдуард Россель с президентом Татарстана Минтимером Шаймиевым в 2003 году

После распада СССР идеи уральской автономии стали более актуальными. В сентябре 1992 года малым Советом Свердловского областного Совета народных депутатов принята программа на проведение антикризисной политики, которая предполагала передачу от федерального центра широких полномочий региону и повышение статуса области. В 1993 году на фоне конституционного кризиса свердловские областные власти начали принимать более решительные действия. Эти действия были мотивированы борьбой за равенство статусов областей и краёв с республиками в политических и экономических вопросах и стремлением повышения статуса области до республики.
25 апреля 1993 года в Свердловской области при проведении Всероссийского референдума о доверии президенту Борису Ельцину задали дополнительный вопрос о повышении статуса области в статус республики и более 83 % голосов было отдано в поддержку этой идеи. После референдума глава администрации Свердловской области Эдуард Россель сказал, что после подписания Федеративного договора в 1992 году, регионы оказались неравными по статусу и полномочиям. Выступая перед журналистами, Россель заявлял о возможном создании Уральской республики и объединении уральцев в рамках одного субъекта федерации. Представители Свердловской области неоднократно обсуждали о возможном объединении с Пермской, Челябинской, Курганской областями и Республикой Удмуртия, но не достигнув скорого компромисса, свердловские власти начали действовать самостоятельно.
1 июля 1993 года депутаты Свердловского областного совета приняли «Декларацию об изменении статуса субъекта». Согласно ему провозглашалась Уральская республика с целью укрепления целостности Российской Федерации. Также упоминалось, что создание Уральской республики служит созданию целостного российского государства, которое будет состоять из республик. Реакция субъектов была смешанная, однако, в Челябинской области, в условиях политического противостояния местных властей, администрация, возглавляемая Петром Суминым 8 июля приняла решение о создании «Южно-Уральской республики». В то же время по всей России так же были популярны идеи создания подобных региональных автономий, например, в Сибири и на Дону. Н. А. Комлева указывает, что во время создания Уральской республики сформировался миф об уральском этносе, который стал носителем новой российской региональной идентичности. В свою очередь, М. А. Фадеичева пишет об уральской общности, в самом деле имеющую признаки этноса, что фиксируется в этническом самосознании и названии «уральцы», и то что им характерны особые черты характера и здоровья. Уральская региональная идентичность сыграла важную роль в создании уральской автономии в России.
Тем временем в Свердловской области начали разрабатывать конституцию Уральской республики. В сентябре 1993 года свердловские власти снова предприняли попытку объединить уральские регионы. В итоге было принято решение по интеграции Пермской, Оренбургской, Челябинской и Курганской областей в Уральскую республику в качестве субъекта Российской Федерации. Однако объединительный процесс был остановлен из-за обострения конфронтации федерального центра и региональных властей.
27 октября Свердловский областной совет принял конституцию Уральской республики, по которому она не имела собственного гражданства, армии и не претендовала на выход из Российской Федерации. 3 ноября Россель сказал, что Ельцин назвал нормальным явлением стремление областей к статусу республики. 12 декабря должны были состояться выборы губернатора Уральской республики.
9—10 ноября были приняты указы Президента Российской Федерации Бориса Ельцина, в соответствии с которыми все предыдущие решения об изменении статуса Свердловской области и о принятии конституции Уральской республики признаны не имеющими юридической силы, а Эдуард Россель был освобождён от должности главы администрации Свердловской области. Однако в качестве обоснования указов не упоминался сепаратизм.
Среди причин неудачи свердловской инициативы В. Д. Камынин и А. В. Лямзин выделяют то, что на фоне отделения Чечни федеральный центр был напуган и опасался дальнейшего отделения регионов, поэтому руководство страны задушило любые зачатки региональной автономии.

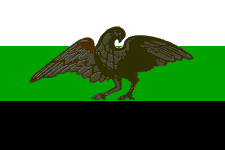
Флаг «Преображения Урала»

В конце 1993 года при участии Росселя было создано движение «Преображение Урала», которое по своей сущности продолжало дело уральских областников. Движение было важным инструментом для политики свердловского губернатора Эдуарда Росселя. Организатором движения был Алексей Воробьёв, а политическим координатором Антон Баков. Так же в декабре 1995 года была создана партия «Наш дом — Наш город». Партия активно защищала права самоуправления в Свердловской области, которые, по их мнению, нарушались. «Преображение Урала» и «Наш дом — Наш город» постоянно вели противостояние в областных выборах. Однако расцвету региональных блоков и движений пришёл конец, когда в 2001—2002 годах федеральным законодательством любые региональные партии и движения были запрещены, и с этого момента только федеральные партии могут принимать участие в региональных выборах. Но «Преображение Урала» продолжало существовать, сменив курс на социально-гуманитарный, ставя ставку на поддержку регионального патриотизма, социальных проектов и сотрудничество с политическими партиями, например, с «Единой Россией».
В 2011 году губернатором Свердловской области Александром Мишариным было анонсировало создание культурно-просветительского движения «Бажовское», которое должно было защищать индивидуальность Урала, региональную идентичность и воспитывать уральский патриотизм, но движение так и не было создано.
Уральское областничество остаётся актуальным и в XXI веке. В 2010-х гг. сторонники уральского областничества участвовали в массовых протестах, используя флаг Уральской республики, однако, у областнического движения не было организационной структуры и оно продолжает существовать лишь в лице малочисленных активистов.